# Joel Ekstrand
Lars Henning Joel Ekstrand (* 4. Februar 1989 in Lund) ist ein schwedischer ehemaliger Fußballspieler. Der Abwehrspieler, der in seiner Karriere in seinem Heimatland, Italien und England unter Vertrag stand, debütierte 2010 in der schwedischen Nationalmannschaft.

## Werdegang

### Karrierestart in Schweden und Nationalmannschaftsdebüt
Ekstrand begann mit dem Fußballspielen bei Lunds BK in seinem Heimatort Lund. Dort durchlief er die diversen Jugendmannschaften und spielte sich in das Notizbuch von Nachwuchsnationaltrainer Jörgen Lennartsson, der ihn in die Nachwuchsnationalmannschaften berief. Damit weckte er das Interesse höherklassiger Vereine und schloss sich 2006 der Jugendabteilung von Helsingborgs IF an.
Zunächst spielte Ekstrand ausschließlich in den Jugendmannschaften von Helsingborgs IF. Nachdem Oskar Rönningberg verletzungsbedingt ausgefallen war, kam er anlässlich des UEFA-Pokal-Spiels gegen den niederländischen Vertreter PSV Eindhoven im Februar 2008, das mit einer 0:3-Niederlage endete, an der Seite von Andreas Jakobsson zu seinem ersten Einsatz in der Innenverteidigung Profimannschaft des Klubs. In der anschließenden Spielzeit 2008 etablierte er sich in der Allsvenskan direkt als Stammspieler und stand bei 26 der 30 Erstligapartien in der Startformation. Damit trug er zum vierten Tabellenplatz bei, der die erneute Qualifikation für einen internationalen Wettbewerb bedeutete. Nach Saisonende gehörte er daher zu den Nominierten für die Auszeichnung als Årets Nykomling, als Neuling des Jahres wurde jedoch Robin Söder auserkoren.
Seine Erfolge auf Vereinsbasis führten Ekstrand in die schwedische U-21-Auswahl. Unter dem Trainerduo Tommy Söderberg und Jörgen Lennartsson debütierte er am 27. März 2009 bei der 1:2-Auswärtsniederlage gegen Belgiens U-21-Nationalmannschaft in der Juniorenauswahl. Obwohl zum jüngeren Jahrgang gehörig, hielt er sich als Ergänzungsspieler im Kader des älteren Jahrgangs. Ende Mai beriefen Lennartsson und Söderberg ihn neben seinen Vereinskameraden Andreas Landgren und Pär Hansson in den Kader für die U-21-Europameisterschaftsendrunde im Sommer im eigenen Land. Im Turnierverlauf kam er jedoch nicht zum Einsatz.
Als Stammspieler in der Klubmannschaft verlängerte Ekstrand im Sommer 2009 seinen Vertrag bis 2012. In der Qualifikationsrunde zur UEFA Europa League 2009/10 kam er in fünf Spielen zum Einsatz, wobei er beim Heimspiel gegen den georgischen Klub FC Sestaponi mit dem Tor zum 1:2-Zwischenstand in der Nachspielzeit einerseits sein erstes Pflichtspieltor für den Klub schoss und andererseits die Verlängerung erzwang, in der Erik Sundin mit dem 2:2-Ausgleich den Aufstieg in die dritte Runde garantierte. Mit seinen guten Leistungen setzte er sich einerseits in der U-21-Auswahlmannschaft fest, andererseits spielte er sich auch ins Notizbuch des Nationaltrainers Erik Hamrén. Als neben Michael Almebäck und Emil Johansson einer von drei Debütanten in der Startformation bestritt er beim 1:1-Unentschieden gegen Syrien nach Toren von Raja Rafa und Mathias Ranégie sein erstes Länderspiel. In der anschließenden Spielzeit 2010 bestätigte er seine guten Leistungen als Stammspieler, an der Seite von Rasmus Jönsson, Mattias Lindström und Erik Edman erreichte er hinter Malmö FF die Vizemeisterschaft und das Pokalfinale gegen Hammarby IF. Dort stand er in der Startelf, durch ein Tor von Jönsson gewann er mit der Mannschaft den Titel.

### Wechsel ins Ausland und Rückkehr nach Schweden
Nach erfolgreichen Verhandlungen seines Agenten Martin Dahlin unterschrieb Ekstrand im Januar 2011 einen Vertrag mit dreieinhalb Jahren Laufzeit beim italienischen Klub Udinese Calcio, Helsingborgs IF erhielt nach Presseberichten 1,6 Millionen Euro Ablösesumme. In der Rückrunde der Serie-A-Spielzeit 2010/11 kam er lediglich zu einem Kurzeinsatz, als er beim 2:1-Erfolg gegen Lazio Rom am drittletzten Spieltag nach einem Platzverweis des Abwehrspielers Gabriele Angella als Einwechselspieler die Defensive stärken sollte. Auch in der folgenden Spielzeit konnte er sich nicht in der Mannschaft etablieren, wenngleich er in beiden Spielen in der Platzierungsrunde der Champions League 2011/12 gegen den FC Arsenal und fünf Spielen der Europa League 2011/12 bis zum Ausscheiden gegen den niederländischen Vertreter AZ Alkmaar im Achtelfinale mitwirkte.
Kurz vor Ende der Sommertransferperiode wechselte Ekstrand am 31. August 2012 auf Leihbasis nach England und schloss sich dem von Gianfranco Zola trainierten FC Watford an. Im Sommer des folgenden Jahres schloss er einen Drei-Jahres-Vertrag mit dem Klub ab. In der zweitklassigen Football League Championship war er in den folgenden beiden Jahren Stammspieler auch unter Zolas Nachfolgern Giuseppe Sannino und Slaviša Jokanović. Am Ende der Spielzeit 2014/15 stieg er mit der Mannschaft in die Premier League auf. Dort kam er jedoch verletzungsbedingt nicht zum Einsatz, im Sommer 2016 trennte sich der Klub nach Ablauf des Kontraktes vom Spieler.
Nachdem Ekstrand in der Folge kurzzeitig ohne Verein war, konnte er sich auch außerhalb der Transferperiode einem neuen Klub anschließen. Von dieser Möglichkeit machte Anfang September 2016 der englische Zweitligist Bristol City Gebrauch, der nach einer mehrwöchigen Probephase einen Ein-Jahres-Vertrag vereinbarte. Aber schon im Februar folgte der nächste Wechsel zu Rotherham United, bei denen er bis zum Saisonende spielte. Von Juli 2017 bis in die Winterpause war er vereinslos, ehe er einen Zweijahresvertrag bei AIK Solna unterschrieb.